# Liste der Fornminnen in Sättna

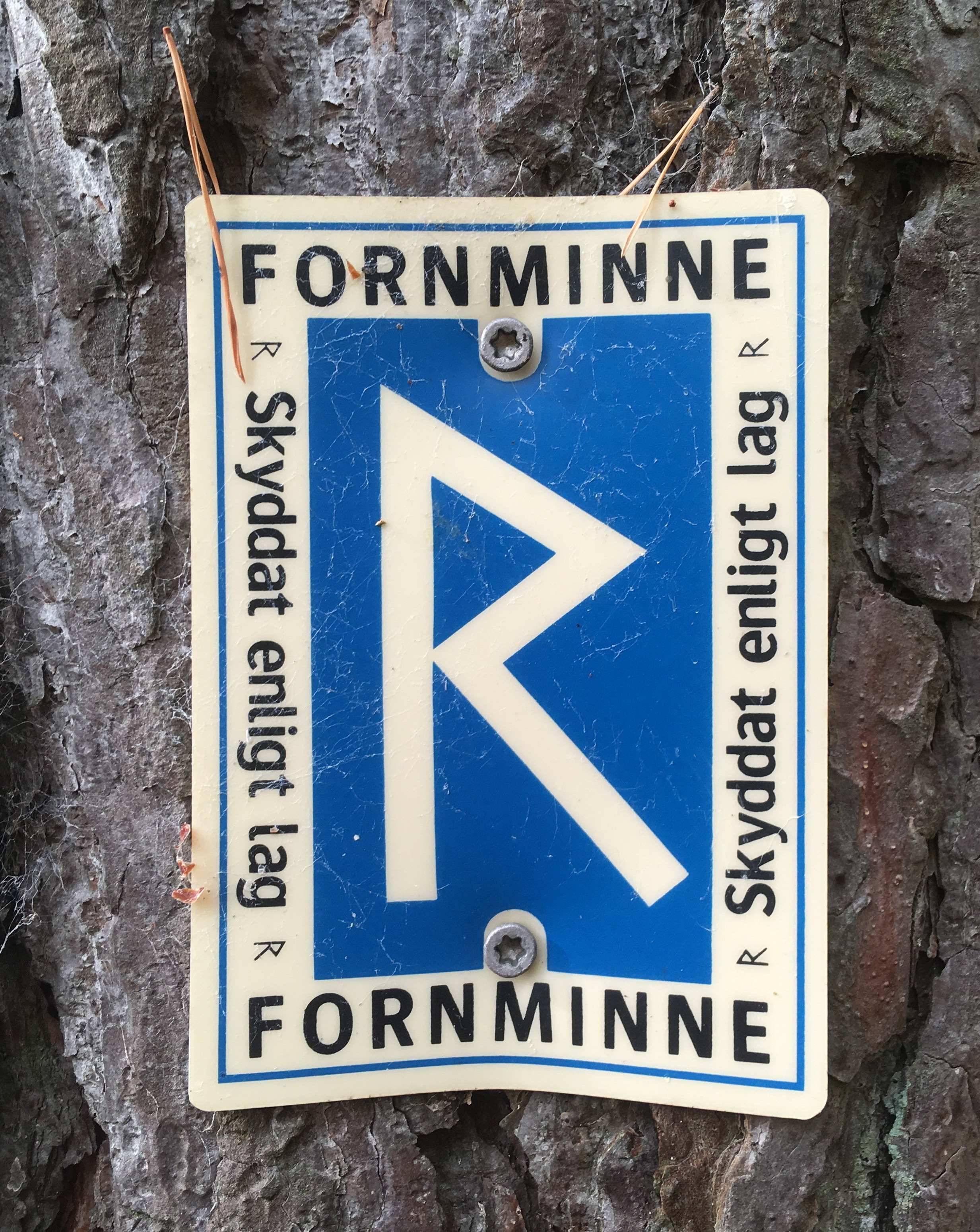
Zeichen für „Fornminnen“ in Schweden

Diese Liste der Fornminnen in Sättna zeigt die „Alten/antiken Denkmale“ (schwedisch fornminnen) im ehemaligen Socken Sättna in der heutigen Gemeinde Sundsvall der schwedischen Provinz Västernorrlands län, sie ist eine Teilliste der „Liste der Fornminnen in Västernorrland“. Die Aufteilung basiert auf der historischen Zuordnung der Gebiete in Socken (siehe auch) und der Einteilung des Zentralamts für Denkmalpflege Riksantikvarieämbetet (RAÄ). Es werden die Fornminnen aufgeführt, die auf dem Suchdienst „Fornsök“ registriert sind, welcher weitere Informationen zu den bekannten kulturhistorischen Überresten in Schweden enthält.

## Begriffserklärung
Fornminnen (schwedisch für alte/antike Denkmale oder archäologische Funde) sind in Schweden alte Objekte und archäologische Funde (Fornlämningar), welche die Überreste menschlicher Aktivitäten in der Vergangenheit bezeichnen, die durch frühere Nutzung entstanden sind und dauerhaft aufgegeben wurden. Dabei gilt für Fornminnen, die vor 1850 entstanden sind, dass sie automatisch durch das Gesetz geschützt sind. Aber auch jüngere Überreste können zu Bodendenkmalen erklärt werden, wenn sie sich an ihrem ursprünglichen Standort befinden und weitgehend erdgebunden sind. Als Fornminnen zählen u. a. Siedlungen und Siedlungsreste aus prähistorischer Zeit, Gräber und Grabstätten, Burgruinen, Ruinen von Klöstern, Kirchen und Schlössern, Steine und Felsen mit Inschriften und Bildern (z. B. Runensteine und Petroglyphen), insofern sie nicht schon als Einzeldenkmal unter Byggnadsminnen (schwedisch für Baudenkmale) oder kyrkliga Kulturminnen (schwedisch für kirchliches Kulturgut) ausgewiesen sind.

## Legende
| ID           | = | ID.Nr. des Denkmalregisters (Fornsök) im schwedische Amt für nationales Kulturerbe (Riksantikvarieämbetet (RAÄ)) |
| Lage         | = | Koordinatenangabe des Standorts                                                                                  |
| Bezeichnung  | = | Bezeichnung des Denkmalobjekts (auch RAÄ-Nr.)                                                                    |
| Beschreibung | = | Name (Denkmaltyp/Dokumentenverweis im Arkivsök) sowie eine kurze Beschreibung des Objekts                        |
| Bild         | = | Bild des Objekts sowie Verweis auf weitere Bilder                                                                |

## Liste Fornminnen Sättna
| ID             | Lage    | Bezeichnung (RAÄ-Nr.)      | Beschreibung | Bild           |
| -------------- | ------- | -------------------------- | --- | -------------- |
| 10250000010001 | (Karte) | Sättna 1:1                 | Sättna 1:1 (Hügelgrab / L1935:6210) Beschreibung ergänzen | Weitere Bilder |
| 10250000010002 | (Karte) | Sättna 1:2                 | Sättna 1:2 (Hügelgrab / L1935:6134) Beschreibung ergänzen | Weitere Bilder |
| 10250000020001 | (Karte) | Sättna 2:1                 | Sättna 2:1 (Hügelgrab / L1935:6211) Beschreibung ergänzen | Weitere Bilder |
| 10250000030001 | (Karte) | Sättna 3:1                 | Sättna 3:1 (Kapelle/Kirchenruine / L1935:6151) Reste eines Fundaments einer ehemaligen Kapelle (etwa 500 m südwestlich von Sättna), Innenmaße 14 x 7 m aus tw. behauenen Steinen mit Kalkmörtel gefügt; im Südwesten ca. 2,5 m breite Öffnung in Grundmauer erkennbar, außerhalb ein etwa 2-4 m breiter Wall mit Bäumen bewachsen, welcher Bestandteil des Friedhofs Sättna 3:2 (L1935:6851) ist. | Weitere Bilder |
| 10250000030002 | (Karte) | Sättna 3:2                 | Sättna 3:2 (Friedhof / L1935:6851) ehemaliger Friedhof (etwa 50 x 30 m) ca. 500 m südwestlich Sättna, mit Fundamentresten der ehemaligen Kapelle Sättna 3:1 (L1935:6151), welche ein mit Bäumen bewachsener Wall umgibt. Der Friedhof soll bis in die 1930er Jahre genutzt gewesen sein, es befinden sich mehrere Gruben und Erhebungen auf dem Gelände sowie Steinplatten mit Inschriften. | Weitere Bilder |
| 10250000040001 | (Karte) | Sättna 4:1                 | Sättna 4:1 (Grab- und Siedlungsfläche / L1935:6766) etwa 90 x 90 m großes Areal am Südhang des Hügels Rännberget, etwa 1,3 km südwestlich Sättna und 50 m nördlich des Runenstein Sättna 7:1 (L1935:6855). Bestehend aus 4 runden Grabhügeln (Durchmesser zwischen 6-12 m) im östlichen Teil und 4 Fundament-Terrassen im westlichen Teil. Die Terrassen sind zwischen 12-21 m lang und 4-8 m breit, die deutlichst erkennbare Terrasse im Westen hat noch eine bestehende Steinfassung, auf der Nördlichsten soll eine Schmiede und auf der Südlichsten eine Sauna gestanden haben, was Ausgrabungen um 1829 belegen, es wurden Reste eines Schwertes, Quarzfeuersteine und Steingutgefäße gefunden. | Weitere Bilder |
| 10250000050001 | (Karte) | Sättna 5:1                 | Sättna 5:1 (Hügelgrab / L1935:6138) Beschreibung ergänzen | Weitere Bilder |
| 10250000050002 | (Karte) | Sättna 5:2                 | Sättna 5:2 (Hügelgrab / L1935:6788) Beschreibung ergänzen | Weitere Bilder |
| 10250000060001 | (Karte) | Sättna 6:1                 | Sättna 6:1 (Gräberfeld / L1935:6215) Gräberfeld (etwa 80 x 70 m) ca. 1 km südlich Sättna (auch als schwedisch „Gravfältet på Flatamon“ bezeichnet) am Westufer des Sättnaån, bestehend aus 14 runden Hügeln mit Durchmessern von 3,5 bis 18 m, die Hügel haben Randrinnen und tw. mittige Gruben sind aber tw. durch Ausgrabungen und Verwerfungen beschädigt, meist mit Bäumn überwachsen, auf Karten von 1833 sind noch 20 Grabhügel verzeichnet, dagegen 1949 noch 12 davon aufgeführt. | Weitere Bilder |
| 10250000070001 | (Karte) | Sättna 7:1 Runenstein M 14 | Sättna 7:1 (Runenstein / L1935:6855 / M 14) Granit-Runenstein (etwa 1,5 m hoch und 0,9 m breit) befindet sich nördlich an der Straße "Flatavägen", gegenüber Byn Nr. 118 (etwa 1,3 km südwestlich Sättna); wird als M 14 schwedisch „Medelpads runinskrifter 14“ bezeichnet und auf zwischen 725 und 1100 (etwa das Jahr 1020) datiert; die Inschrift lautet: "sikuʀþ suain auk hrþuʀ ritu stai- þina abtiʀ ihul foþur sin" sinngemäß übersetzt: "Sigurd, Sven und Hård errichteten diesen Stein zum Gedenken an Igul, ihrem Vater" Nördlich davon befindet sich die ehemalige Siedlungsfläche Sättna 4:1 (L1935:6766), dessen direkte Beziehung zum Runenstein nicht nachgewiesen ist.               | Weitere Bilder |
| 10250000080001 | (Karte) | Sättna 8:1                 | Sättna 8:1 (Wallburg / L1935:6156) Reste einer ehemaligen Burg auf einem felsigen Plateau (als schwedisch „Skansberget“ bezeichnet), etwa 1,7 km westlich von Krången, von wo ein Pfad hinauf führt, welcher an der im Nordwesten des Plateau errichteten 30 m langen Mauer endet, welche bis zu 7 m breit und bis zu 1 m hoch ist. | Weitere Bilder |
| 10250000100001 | (Karte) | Sättna 10:1                | Sättna 10:1 (Steinsetzung / L1935:6841) Beschreibung ergänzen (auch als schwedisch „1) Offeraltaret“ bezeichnet) | Weitere Bilder |
| 10250000200001 | (Karte) | Sättna 20:1                | Sättna 20:1 (Steinsetzung / L1935:6233) Beschreibung ergänzen | Weitere Bilder |
| 10250000240001 | (Karte) | Sättna 24:1                | Sättna 24:1 (Hügelgrab / L1935:6858) Beschreibung ergänzen | Weitere Bilder |
| 10250000320001 | (Karte) | Sättna 32:1                | Sättna 32:1 (Hügelgrab / L1935:7077) Beschreibung ergänzen | Weitere Bilder |
| 10250000450001 | (Karte) | Sättna 45:1                | Sättna 45:1 (Hügelgrab / L1935:6296) Beschreibung ergänzen | Weitere Bilder |
| 10250000970001 | (Karte) | Sättna 97:1                | Sättna 97:1 (Steinhügelgrab / L1935:6689) Beschreibung ergänzen | Weitere Bilder |
| 10250001390001 | (Karte) | Sättna 139:1               | Sättna 139:1 (Alm / L1935:6530) Überreste von Gebäuden eines ehemaligen Bergbauernhofs, etwa 2,3 km nördlich der Ortschaft Västansjö und etwa 1,5 km nördlich des Naturschutzgebiet „Storberget“, auf einer Fläche von 40 x 40 m befinden ein 9 x 7 m großes Hausfundament, 8 m davon entfernt ein Kaminhügel und 10 m südöstlich davon Reste und Ecksteine des Fundaments einer Scheune. Auf Karten aus dem 18. Jahrhundert ist das Gebiet 1763 als „Storbergsmyr“, 1789 als „Storbergsmyran“ und 1790 als „Storbergsbovall“ (heute als schwedisch „Storbergsbodarna“) bezeichnet. 100 m östlich davon befinden sich die Überreste der Alm Sättna 139:2 (L1935:6531).                                | Weitere Bilder |
| 10250001390002 | (Karte) | Sättna 139:2               | Sättna 139:2 (Alm / L1935:6531) Überreste der ehemaligen Weidemauer einer Bergalm etwa 100 m östlich des ehemaligen BergbauernhofsSättna 139:1 (L1935:6530), bestehend aus einer tw. noch erkennbaren Fläche von 70 x 40 m mit einem noch vorhandenen Steinhaufen von 2 x 2 m im Nordosten des Geländes. Auf Karten von 1763 und 1789 ist das Gebiet verzeichnet, welches sich etwa 1,5 km nördlich des 430 m hohen Hügels „Storberget“ im gleichnamigen Naturschutzgebiet befindet. | Weitere Bilder |
| 10250001720001 | (Karte) | Sättna 172:1               | Sättna 172:1 (Alm / L1935:6839) Überreste von Gebäuden und Weidemauer einer ehemaligen Bergalm auf einem Hügelkamm etwa 900 m östlich des Sees Väster-Lövsjön und 2,5 km südöstlich der Ortschaft Nora, bestehend aus etwa 25 Steinhaufen (zwischen 3-8 m groß), am Südrand des Geländes befindet sich eine flache runde Grube (etwa 5 m Durchmesser), welche evtl. der Standort eines Gebäudes war. Auf Karten aus dem 18. Jahrhundert ist das Gebiet 1763 als „Höglåsfäbodar“ und 1789 als „Högåhsfäbodar“ (heute als schwedisch „Höglåsbodarna“) bezeichnet. | Weitere Bilder |
| 10250001930001 | (Karte) | Sättna 193:1               | Sättna 193:1 (Fossilienfeld / L1935:7015) Bisher nicht näher untersuchtes Fossilienfeld (etwa 20 x 10 m) am Südhang des Hügels Rännberget etwa 1,3 km südwestlich Sättna, mit großblöckigen gehauenen Steinen im deutlichen Zusammenhang zur 90 m weiter südlich gelegenen Siedlungsfläche Sättna 4:1 (L1935:6766), etwa 200 m nördlich davon nahe dem Hügelkamm befinden sich zwei Steinformationen (eine kreisförmige und eine hufeisenförmige) Sättna 75:1 (L1935:6375) und Sättna 75:2 (L1935:7053), welche ebenfalls eine Verbindung zur Siedlungsfläche haben könnten. | Weitere Bilder |